# Боливаризм
«Боливаризм»» (исп. Bolivarianismo) — левое политическое движение в странах Латинской Америки, опирающееся на идеи руководителя борьбы южноамериканских колоний за независимость от Испании Симона Боливара и ставящее целью преодоление зависимости Латинской Америки от США и других сверхдержав путём обеспечения экономического суверенитета и народной демократии на основе ценностей демократического социализма. Одним из главных сторонников боливаризма до своей смерти в 2013 году был президент Венесуэлы Уго Чавес.
Идеология боливаризма включает в себя:
- антиимпериализм (борьба против глобального засилья США и американских корпораций, за установление экономического суверенитета);
- прямая демократия (способ правления, при котором все решения принимаются референдумами или иными формами народного волеизъявления);
- экономическая самодостаточность;
- борьба с коррупцией;
- справедливое, на благо народа, пользование природными ресурсами.

Уго Чавес также говорил и о гуманном социализме — политическом строе, при котором нужды и чаяния простого человека значат больше доходов корпораций.

## История формирования
Истоки боливаризма достигают небольшой группы молодых офицеров КОМАКАТЕ (аббревиатура от офицерских чинов — команданте, майор, капитан, лейтенант), которую возглавлял Уго Чавес, в конце 1970-х годов в Венесуэле. Они занимались изучением речей, статей, писем, проектов, а также реальной политики национального героя Симона Боливара. Многие идеи, поднятые Боливаром, показались им актуальными в современной действительности. Они выступали за построение в Венесуэле социального государства, основанного на принципах свободы, равенства, социальной справедливости и независимости.
Окончательное оформление боливаризм получил в конце 1990-х гг., когда произошло первое институциональное закрепление «левого поворота» и на президентских выборах 1998 г. в Венесуэле победил Уго Чавес, лидер боливарианского движения и главный идеолог боливаризма как концепции.

## Идеология
Становление концепции боливаризма связано с возрождением идей Симона Боливара и активизацией левых сил в Латинской Америке. У боливарийцев и их лидера отсутствует целостная система идей. Их воззрения весьма эклектичны. Они представляют собой причудливую смесь различных учений и теорий: протекционизма, марксизма, национализма и анархо-коммунизма[нейтральность?].
Боливаризм выстраивается вокруг ключевых идей, сформулированных Симоном Боливаром, и дополняется новыми сюжетами. Фундамент современного боливаризма составляют концепции «боливарианской революции», «демократии участия» и «Социализма XXI века».
Понимание революции во взглядах боливарийцев эволюционировало от непосредственного его толкования как насильственного изменения порядка вещей к процессу глубокой мирной трансформации.
Демократия участия — это новая мощная демократия, более эффективная, чем представительная. В экономическом направлении речь идет о превращении прежних госкапиталистических предприятий в предприятия нового типа с четко выраженной социальной направленностью. В социальной сфере ставится задача покончить с нищетой, дать власть бедным слоям общества, приобщить их к знаниям.
В концепции внутреннего политического устройства в боливаризме наблюдается дуализм: «суверенитет народа — широкие полномочия исполнительной власти», а внешнеполитическая доктрина является вполне целостным образованием. Её ядром служат концепции многополярного мира и развитие латиноамериканской интеграции в организацию, наподобие Европейского Союза, на основе антиимпериалистических и антикапиталистических ценностей.
Боливарианская концепция Социализма 21 века (или «социализма нового типа») сформирована в русле латиноамериканской левой политической культуры. Её специфика состоит в допущении смешанной собственности на средства производства при ведущей роли государства. Для венесуэльского варианта концепции социализма характерны подчёркивание национальной специфики, повышенное внимание к социальным и экологическим проблемам и возведение в приоритет принципов гуманизма. В боливаризме потребности отдельного человека ставятся выше интересов корпораций.

## Политическое устройство
У боливарийцев существует своё видение политического и социально-экономического развития, которое отличается от классических представлений. Главной задачей для них является строительство «Боливарийской республики». Согласно убеждениям боливарийцев, новая республика должна базироваться на гуманистической, самоуправляющейся и конкурентоспособной экономике. Эта триада расшифровывается следующим образом.
- «Гуманистическая» подразумевает, что в её центре в качестве бесспорного императива должен стоять человек. Ему надлежит создать достойные условия жизни, способствующие удовлетворению его потребностей в соответствии со способностями и вкладом каждого. Чрезвычайно важным аспектом жизнедеятельности сообщества является охрана окружающей среды и достижение устойчивого равновесия при обеспечении каждой семье достойного уровня доходов.

- «Самоуправляющаяся» предполагает демократизацию экономики, создание альтернативных форм её организации, например, кооперативов и ассоциаций иного типа, дополняющих местное производство и диверсифицирующих его. Это позволит сберечь валюту и образовать дополнительные источники занятости.

- «Конкурентоспособная» означает максимальное использование внутренних возможностей и международного разделения труда, налаживание производства, способного удовлетворять нужды населения и конкурировать с импортными товарами. Такая модель основывается на соответствующей инфраструктуре и территориальном распределении производства, на ускорении научного и технологического развития, адекватных инвестициях и повышении производительности труда[5].

## Примечание
1. ↑  Кусакина М. В. «Боливарианский проект» развития Венесуэлы//Власть. 2007. № 11. — 0,4 п.л.
2. ↑  Дабагян Э. С. «Государства — сколько необходимо, рынка — сколько возможно», (Мировоззрение боливарийцев) //Латинская Америка. 2005. № 11.
3. ↑  El Universal, 7.III.2005.
4. ↑  Уго Чавес «XXI век не может быть однополюсным» // Международная жизнь. 2001. № 6. С.24.
5. ↑  Direccion Nacional Politico Electoral del Movimiento V Republica. III Equilibrio Econo-mico. S.l., s.f., p. 2.